# Otostigmus perdicensis
Otostigmus perdicensis är en mångfotingart som beskrevs av Wolfgang Bücherl 1943. Otostigmus perdicensis ingår i släktet Otostigmus och familjen Scolopendridae. Inga underarter finns listade i Catalogue of Life.